# 京都證券交易所
京都證券交易所，簡稱京證，是日本昔日的一家證券交易所，位於京都府京都市，為二戰結束後依《證券交易法》新成立的九家證交所之一。末代理事長中村伊一主張「為確保日本的亞洲金融中心地位，應統合為東京證券交易所」，2000年與大阪證券交易所締結合併契約。2001年3月舉行儀式正式閉所，閉所時的上市公司轉移到大阪證券交易所繼續交易。在京證關閉時在該所單獨上市的公司有互應化学工業、京都飯店與三谷伸銅3家公司。

## 曾經在京都證券交易所的上市公司
（）内為股票代碼
- ナガサキヤ（2213）
- ワコール（3591）
- 日本新藥（4516）
- 互応化學工業（4962）
- 三谷伸銅（5755）
- ユーシン精機（6482）
- 京瓷（6971）
- ロンシャン（8124）
- 平和堂（8276）
- 滋賀銀行（8366）
- アイフル（8515）
- 日栄（8577）
- だいこう証券ビジネス（8692）
- 西日本旅客鐵道（9021）
- 東海旅客鐵道（9022）
- 京都酒店（9723）
- 王将フードサービス（9936）

## 所在地
京都府京都市下京区四条通東洞院東入立賣西町66番